# Resurrection (Oper)
Resurrection (op. 129; deutsch: Auferstehung) ist eine Oper in einem Prolog und einem Akt des englischen Komponisten Peter Maxwell Davies, der auch das Libretto verfasste. Davies konzipierte das Werk bereits 1963 während seines Studiums an der Princeton University. Allerdings vervollständigte er die Oper erst zwanzig Jahre später. Das Werk erlebte seine Premiere am 18. September 1987 am Staatstheater Darmstadt.

## Handlung
Peter Maxwell Davies wendet sich mit seiner Oper Resurrection gegen jegliche Form des Fanatismus. Er selbst erklärte es folgendermaßen: „Zentralfigur ist eine Puppe, Opfer gesellschaftlicher Gehirnwäsche. Sie wird einer grotesken chirurgischen Manipulation unterworfen, als deren Resultat sie aufersteht, riesengroß wird, als Popanz die Welt beherrscht…“
Im Prolog sieht man diese Puppe als Kind, das von seiner Umgebung zur Konformität gezwungen werden soll. Im Hauptakt wird er als Erwachsener verschiedenen „Operationen“ unterzogen, um seine Aufsässigkeit zu korrigieren. Chirurgen entfernen nacheinander sein Gehirn, sein Herz und seine Genitalien. Schließlich erscheint der Antichrist. Der Patient erlebt seine Auferstehung und wendet sich mit seinem in ein Maschinengewehr transformierten Phallus gegen die Chirurgen und das Publikum.

### Prolog
Die Hauptfigur der Oper ist die überlebensgroße stumme Figur eines Jungen, des „Helden“. Seine Eltern, Geschwister und verschiedene Autoritäten (Schuldirektor, Pfarrer und Arzt) schimpfen über den ihrer Meinung nach missratenen Jungen, dem sie ihre eigenen Werte aufzwingen wollen. Ihre Auftritte werden von sieben auf einen großen Bildschirm projizierten Fernsehspots unterbrochen, die Haushaltsprodukte mit Hinweisen auf ihre Wirkung für die Auferstehung anpreisen. Die Texte dieser Spots werden von einem elektronischen Gesangsquartett vorgetragen und zugleich getanzt. Eine Katze (Rocksänger und Tänzer) kommentiert die einzelnen Szenen, wobei sie nach und nach immer furchterregendere Masken trägt, bis sie ganz als Drache erscheint. Am Schluss hält sie dem Helden eine Drachenmaske vor. Sein Kopf explodiert und bespritzt die Anwesenden mit Blut.

### Der Akt
Der Held wurde ins Krankenhaus eingeliefert und liegt nun auf dem Operationstisch. Auch hier wird das Geschehen immer wieder von Fernsehspots unterbrochen, die aber nach und nach in die Haupthandlung integriert werden.
Im 8. Werbespot präsentieren zunächst vier Doktoren und Krankenschwestern mit Engelsflügeln (das Vokalquartett) jeweils eine dunkelgrüne Giftflasche als Mittel gegen eine spezielle Krankheit. Vier im Stil der 20er Jahre gekleidete Chirurgen wollen die „öffentliche Blasphemie und wirren Philosophien“ des Helden entlarven und ihn heilen. Sie verwandeln sich in verschiedene Respektspersonen: einen weißen Abt mit Dominikanerrobe, einen schwarzer Pastor mit protestantischer Robe, Sir Krösus Reich mit Nadelstreifenanzug eines Geschäftsmanns und den Genossen Serbsky mit dem langen grauen Mantel eines Parteimitglieds und einem Revolver. Bei ihren jeweiligen Auftritten rühmen sie sich der Leichtigkeit, mit der sie sich das einfache Volk gefügig machen können. Der weiße Abt fordert als Voraussetzung für die Genesung die „Offenbarung Jesu durch ihre Vermittlung“, d. h. die Beichte. Er sticht dem Patienten mit dem Kruzifix ein Auge aus, das wie ein Gänseei zerplatzt. Der Pastor erklärt sein Recht, die Bibel nach eigenem Gutdünken auslegen zu können und zerschmettert dem Helden das Gesicht mit dem Buch. Die Religion des Sir Krösus Reich (Croesus Wright) ist die freie Wirtschaft, die aber nur den Wohlstand der Reichen sichert. Er drückt seine Zigarre im anderen Auge des Patienten aus. Genosse Serbsky schließlich lässt die Masse im Glauben, dass sie den Sieg davontrage, wobei er seine Macht durch die Jagd nach Konterrevolutionären sichert. Er schießt dem Patienten in die Schläfe. Während sich die Chirurgen ihrer Verkleidung entledigen, wirbt der 9. TV-Spot mit Reisen und luxuriösen Schwimmbädern.
Phoebus Apollo fährt in einem Wagen mit einem Sonnenrad herein, vor den ein alter dreiköpfiger Klepper (Wolf, Löwe, Hund) gespannt ist. Apollo trägt lediglich einen goldenen Gürtel, einen Bogen, einen Köcher mit Pfeilen und eine Goldkrone aus Lorbeer. Eine Menschenmenge aus Pappköpfen folgt ihm. Er verkündet, dass es aufgrund der großen Menge nun verfügbarer Sonnenenergie nicht mehr nötig sei, Profit zu machen. Pluto, der Gott der Unterwelt, tritt mit der auf allen Vieren gehenden Frau Zerberus an der Kette auf, hört Apollo eine Weile zu und erschießt ihn dann mit seinem Gewehr. Pluto erklärt, dass Apollo unter den Einflüssen einer fremden Macht stand, und verkündet die „Endlösung“ zur Beseitigung aller Störenfriede (Juden, Araber, Schwarze, Kommunisten, Sozialisten, Dissidenten). Unterdessen erscheint unbemerkt von ihm Zeus (von Davies später durch Hera mit den Zügen Margaret Thatchers ersetzt) als riesige aufgeblasene Puppe mit einem Grammophon und einem Horn, der Pluto mit seinem riesigen Gesäß erstickt. Dann propagiert er mit grammophonartig verfremdeter Countertenor-Stimme zu parallel auf der ganzen Bühne gezeigten Projektionen von Explosionen einen „geraden Kurs zwischen konservativem Sozialismus und sozialistischem Konservatismus“ – ein „wirksamer Schutzwall … samar Schutzwall … amar Schu … am arsch“. Die Grammophon-Platte verlangsamt sich, und seine Figur schrumpft zusammen. Während nun die Teilnehmer der politischen Versammlung abziehen, wird im 10. Werbespot ein Kriegsspiel-Set für Kinder als ideales Weihnachtsgeschenk angepriesen. Projektionen gibt es nur noch auf dem oberen Teil der Bühne. Die darin gezeigten Zerstörungen stellen sich als Spiel zweier Kinder auf einem Tisch heraus: „Lasst Feuer, Blut und Hagel regnen. Und alles zu Hause am gemütlichen Kamin.“
Die vier Chirurgen schneiden mit einem riesigen Messer den Schädel des Patienten auf und ziehen alle mögliche Dinge (Luftschlangen, Zahnräder, Knallfrösche usw.) heraus, die sie „jubelnd zum Knallen“ bingen. Im 11. TV-Spot tanzt Ein Rabbiner tanzt wie ein „verletzter Geier“ herum, eine Magenpumpe in der Hand. Seine Koteletts haben sich als nicht koscher erwiesen. Dagegen helfen „Vulkan“-Magenpillen.
Die Chirurgen wollen als Nächstes das Herz ihres Opfers untersuchen. Ein Wanderprediger („Hot Gospeller“) erscheint mit einer großen schwarzen Bibel. Er wird von vier tanzenden Kreuzrittern und einer Marschkapelle begleitet und das Geschehen wird von einem Fernsehteam mitgeschnitten. Der Prediger mahnt seine Zuhörer zur Umkehr: „Jede Spur von Freude, Liebe, Schönheit“ müsse vernichtet werden. Zwischendurch werden die Werbespots 12 bis 15 gezeigt: Es gibt Heuschreckenpulver gegen die apokalyptische Heuschreckenplage, im „Totenhaus zu den ‚vier Engeln’“ können Sargträger mit passenden Kostümen gemietet werden, Frostbeulenpulver mit „Instant-Erlösung“ bietet Linderung gegen schmerzende Füße, und Haute-Couture-Umstandskleider versichern gegen Fehlgeburten „für alle, die gekrönt sein wollen“. Der Prediger jubelt über die bevorstehende Ankunft des „Retters“. Während der 16. Werbespot eine „Wolke der Rechtschaffenheit“ als Parfüm anpreist, feuert ein junger Mann mit einem Revolver auf seine ihn anhimmelnde Freundin – ein Blumenbouquet fährt heraus.
Der Antichrist schreitet einen Regenbogen herunter. Er „hat ein Milchgesicht, sieht geziert drein“. Unter seinem langen weißen Gewand ist ein Pferdefuß zu sehen. Außerdem hat er zwei Ziegenhörner auf seiner goldgelockten Perücke. Er spielt mit einer großen Marionette – dem Patienten, der ihm völlig unterworfen ist. Er erklärt, dass er seine „Verdrängungen“ und „Manieren“ entfachen und seine Fehler „auf die, die ich veracht“ projizieren werde. Dann stülpt er eine Schweinsmaske über das Gesicht der Puppe und lässt sie seinen Pferdefuß küssen. Heiligenscheine explodieren rund um die Maske. Die Kreuzritter jubeln über diese Rettung des Patienten und heißen ihn in der Bruderschaft willkommen.
Die Chirurgen reißen das Herz des Patienten heraus. Es entpuppt sich als große Hutschachtel voller Süßigkeiten. An ihrer Stelle klemmen sie ein Ersatzherz aus künstlichen Diamanten auf seine Brust. Im 17. Werbespot werden entsprechend Schweineherzen und Hundeleinen aus Diamanten angepriesen. Die Chirurgen singen ein Wiegenlied. Der 18. Werbespot präsentiert eine Schachtel Streichhölzer mit dem Markenzeichen des Antichrists. Ein Streichholz leuchtet explosionsartig auf, worauf viele kleine Christbaumlichter herabregnen und die Bühne beleuchten.
Zwei Kinder-Marionetten spielen Doktor. Sie werden von der Mutter erwischt und verprügelt. Auf dem Po des Mädchens entdeckt sie einen übertrieben großen Bissabdruck, den sie sich nicht erklären kann, und schickt die Kinder unter Androhung weiterer Strafmaßnahmen ins Bett. Der 19. Werbespot preist Peitschen und Ketten zur Kinderzüchtigung an.
Nach einer Fanfare folgt eine Jazz-Traumsequenz. Der Patient – nun im Alter des Sohnes aus dem Prolog – liegt in einem Bett. Im Traum sieht er vier Tänzer in schmutzigen Regenmänteln, die sich provozierend entblößen. Am Ende des Tanzes springen sie zum Patienten unter die Bettdecke.
Der 20. Spot wirbt für „Babylon-Kondome“, die sogar „bei einem roten Biest mit sieben Häuptern“ wirken.
Eine weitere Fanfare kündigt einen Stepptanz im Stil der 1930er Jahre an. Im Wechsel tanzen zwei Paare. Das Mädchen des zweiten Paares gibt sich als Knabe zu erkennen. Das erste Paar verkleidet sich als Richter und Polizist und unterbricht den Tanz des anderen Paares, das die Kleider fallen lässt und sich als Paar von Zwittern entpuppt. Richter und Polizist verhaften sie.
Der 21. Werbespot zeigt Bilder vom rücksichtslosen Abriss von Gebäuden, durch den Menschen zu Tode kommen. Durch comichafte Kommentare wird das Geschehen lächerlich gemacht. Mühlsteine aus Babylon sollen den vollständigen Abriss von „Sodom, Gomorrah, Darmstadt“ (hier soll der Name der Stadt der Aufführung eingesetzt werden) gewährleisten. Der erste Chirurg tritt in Bischofskleidung vor und bietet christliche Belehrung an. Der zweite Chirurg erklärt als Polizist, dass Gefangene weiterhin ihre bürgerlichen Rechte haben, aber gewisse Grenzen nicht überschritten werden sollten. Der dritte Chirurg, ein Richter, ist entsetzt über die Enthüllungen, die ihn anekeln. Der vierte Chirurg als Gewerkschaftsführer fühlt sich nicht zuständig: solche Typen gebe es bei den Genossen nicht.
Der nächsten Fanfare folgt eine Sequenz im Stummfilmstil mit „Verfolgungs-Musik“. Die Rollen des Bischofs, Polizisten, Richters und Gewerkschaftsführer werden nun von den Tänzern dargestellt. Der Richter trägt ein Kleid. Die Bühne zeigt zwei öffentliche Toiletten – „Männer“ und „Frauen“. Der Polizist schaut durch ein Dachfenster hinein. Der Patient, nun 25 Jahre alt, lugt lüstern durch ein Guckloch in die Damentoilette, aus der der Richter heraustritt. Der Polizist macht sich Notizen. Der Gewerkschaftsführer geht zu dem Patienten in die Herrentoilette. Beide verschwinden in den Einzelkabinen. Der Polizist springt ebenfalls in die Einzeltoilette hinunter. Der Bischof erscheint, sieht sich um und geht in die Männertoilette. Sechs Hände strecken sich aus der Einzelkabine und ziehen ihn hinein.
Im 22. TV-Werbespot preist ein schottischer Dudelsackpfeifer mit Hörnern und Hufen die Whiskymarke „True and Faithful“ an.
Die vier Chirurgen beklagen die Verleumdung der Würdenträger durch den Patienten, was „äußerste Maßnahmen“ erfordere. Sie schneiden seinen Unterleib auf und entfernen seine Hoden – zwei große Ballons voller Würste. Der 23. Spot zeigt den angeketteten Katzen-Drachen des Prologs, und das Vokalquartett präsentiert die dazu nötigen Schlösser und den „Sieben-Siegel-Keuschheitsgürtel“. Die Chirurgen zeigen sich zufrieden mit ihrer Arbeit „im Namen der Humanität“.
Nach dem 24. Werbespot, in dem zu einer Schwarz-Weiß-Projektion von verfallenen Mietshäusern, Armenvierteln und Fabriken Hochsicherheits-Bungalows in Neu Joe Cannonstadt, dem „vollkommenen Neu-Jerusalem“, angepriesen werden, beginnt die Auferstehung des Patienten. Er erhebt sich, wächst zu Riesengröße an und stellt seine von den Chirurgen verursachten Wunden zur Schau. Die Chirurgen rufen „Halleluja“. Die Popgruppe erscheint in auffallend dämonischen Kostümen zu einer Disko-Lightshow. Der Popsänger fordert alle auf, sich vor der „Herrlichkeit meiner glorreichen Auferstehung“ zu verneigen, die neue Ordnung zu lieben und alle zu hassen, die „nicht konform mit dem milden Recht meines Konsumentenstaates geh’n“. Obwohl er keine Hoden mehr besitzt, bekommt der Patient eine Erektion – „eine riesige Maschinenpistole, die aufs Publikum gerichtet ist.“ Der Riesenkopf des Katzen-Drachens explodiert an der Gewehrmündung. Der Patient verkündet: Wer sich nicht ihm, der Vereinigung Attilas, Herodes’, Dschingis Khans, Pol Pots, Hitlers und Stalins, anschließen wolle, könne keine Hoffnung mehr haben. Er zieht sich allmählich in die Seitenflügel der Bühne zurück. Der als Erzengel gekleidete Wanderprediger und die Kreuzritter in Gestalt von Engeln erscheinen mit einem Grabmal auf der unteren Bühne. Sie tragen wie auch die Bühnenmusiker Heiligenscheine aus Neonlicht und stellen sich um das Grabmal herum, aus dem ein Heiland zu strahlendem Licht hervorbricht – der Antichrist, nun ohne Hörner und Pferdefuß. Er kommt nach vorne, um der Welt seine Botschaft mitzuteilen: „Ich bin nur Reklame“. Sein Kopf verwandelt sich allmählich in einen Totenschädel, aus dessen Augen Laserstrahlen treten. Die Bühne wird in „apokalyptisches Licht“ getaucht.

## Gestaltung
David Nice wies in seinen Anmerkungen auf maxopus.com auf die „gewaltsame[n] Vielgestaltigkeit ihrer musikalischen und verbalen Stilrichtungen“ hin. Man könne die Oper nur genießen, wenn man sich „von ihr überwältigen und blenden“ lasse. Der Musikkritiker Ulrich Schreiber nannte Resurrection „eine fast gewalttätige Moritat von bewusst schneidender Geschmacklosigkeit: schriller Einspruch gegen die herrschende Geschmacklosigkeit der Gegenwart“.
Die Oper enthält immer wieder Anspielungen an die biblische Offenbarung des Johannes in der Darstellung Albrecht Dürers in seinen 16 Holzschnitten von 1498, worauf Davies selbst in seinem Vorwort hinwies. Er gestand außerdem – möglicherweise unbewusste – Einflüsse durch Die sieben Todsünden von Kurt Weill und Bertolt Brecht ein, in dem die Familienmutter von einem Bass dargestellt wird – hier ist es ein Countertenor.
Die Musik der Pop-Gruppe gab Davies nur als Skizze vor, so dass die jeweiligen Ausführenden die eigentliche Ausgestaltung nach eigenem Belieben vornehmen können.
Die vier Chirurgen werden bei ihrer ersten Verkleidungsszene am Anfang des Hauptakts jeweils von unterschiedlichen Instrumentengruppen begleitet. Beim weißen Abt sind es ein Banjo und eine Trompete, beim Pastor tiefe Streicher und Harmonium, beim Geschäftsmann ein Bassflöte und mit leidenschaftlichem Vibrato spielende Streicher, und beim Genossen Serbsky eine Militärtrommel und Blechbläser.
Die Marschkapelle beim Auftritt des Wanderpredigers parodiert Musik des viktorianischen Kirchenmusikers John Stainer. Außerdem ist das Werk von vier gregorianischen Gesänge durchzogen, die an strategischen Stellen immer wieder auftauchen. Dabei handelt es sich um Laetentur Caeli, den Weihnachtshymnus Puer Natus, Herodes iratus occidit (der Kindesmord Herodes’) und den Auferstehungshymnus Victimae Paschali.

### Instrumentation
Die Oper ist außer den sieben Solosängern und vier Tänzern folgendermaßen besetzt:
Rockgruppe
- Sänger (Mann oder Frau)
- Melodie-Instrument
- zwei elektronische Keyboards
- Klopfhölzer
- Trommeln
- Elektrische Bassgitarre

Blaskapelle
- zwei Kornette
- zwei Posaunen
- Tuba
- Bombardino
- Tamburin
- Becken (auch Große Trommel)

Orchester im Graben
- Flöte (auch Piccolo und Altflöte)
- Oboe
- Klarinette in A (auch Klarinette in B und Bassklarinette)
- Altsaxophon
- Fagott (auch Kontrafagott)
- Horn
- Trompete
- Posaune
- Schlagzeug (zwei Spieler)
  - I: drei hängende Becken (klein, mittel, groß), kleines Choke-Becken, Hi-Hat-Becken, hochgewölbtes chinesisches Becken, Paarbecken, Side Drum, kleine Side Drum, Tenortrommel, Basstrommel, Tamtam, Plastikseifenschale zum Tamtam, Glockenbaum, Schiedsrichterpfeife, Tamburin, kleine Altarglocke, kleiner Holzblock, zwei sehr kleine Holzblöcke, drei sehr hohe Holzblöcke, vier Templeblocks, sehr kleiner hoher Templeblock, zwei mit Sandpapier umhüllte Holzstücke, Donnerblech, Slapstick, Pauken, Kolbenflöte, schwere Ketten, Neunschwänzige Katze, Jazz-Kit, Ballon, Tickers (echte oder Plastikknochen, wie Kastagnetten mit einer Hand gespielt)
  - II. Crotales, Vibraphon, Glockenspiel, Marimba, Pauken, Röhrenglocken
- Gitarre (auch Banjo und elektrische Bassgitarre)
- Klavier (auch verstimmtes aufrechtes Klavier, Celesta, und Hammond-Orgel)
- Streicher

Bühnenmusik
- Elektronisches Vokalquartett: Sopran, hoher Tenor, Alt, Bass (mit Klangmixer).

## Werkgeschichte
Davies konzipierte das Werk bereits 1963 während seines Studiums an der Princeton University als Fortsetzung seiner Oper Taverner – die zu diesem Zeitpunkt allerdings noch nicht fertiggestellt war. Ausgangspunkt war seine Beschäftigung mit dem „Kommerzialismus“. Allerdings vervollständigte er die Oper erst zwanzig Jahre später. In den nächsten Jahren unternahm er zwar offenbar mehrere Anläufe, das Werk fertigzustellen. Den letzten Anstoß gab schließlich in den 1980er Jahren seine Beobachtung der negativen Auswirkungen des „Thatcherismus“ auf die britische Gesellschaft und Kultur. Trotz des langen Zeitraumes und seines zwischenzeitlichen Stilwandels behielt er die wesentlichen Ideen seines ursprünglichen Konzepts bei. Dabei handelt es sich um eine Erweiterung der philosophischen und theologischen Ideen seines Taverner, nun allerdings nicht mehr im Kontext der englischen Reformation, sondern zeitgenössischer Themen.
Das Werk erlebte seine Premiere am 18. September 1987 am Staatstheater Darmstadt unter dem Dirigat von Hans Drewanz. Regie führte Peter Brenner, das Bühnenbild stammte von Waltraud Engelbert.
Konzertant wurde das Werk 1994 in Manchester aufgeführt. Außerdem gab es 1997 eine Produktion des Muziektheater Transparent Antwerpen und der Wiener Taschenoper, die als Gastspiel auch in Glasgow aufgeführt wurde. 2001 wurde es beim Budapester Pop-Festival präsentiert.

## Aufnahmen
- 8. September 1994 (live): Peter Maxwell Davies (Dirigent), BBC Philharmonic. Christopher Robson (Countertenor: Mutter, Zeus oder Hera), Martyn Hill (Tenor 1: Schuldirektor, Chirurg 1, Weißer Abt, Bischof), Henry Herford (Bariton 1: Vater, Chirurg 2, Der Rev. Minister, Polizist), Neil Jenkins (Tenor 2: Pfarrer, Wanderprediger, Pluto), Gerald Finley (Bariton II: jüngerer Bruder, Chirurg 3, Sir Krösus Reich/Croesus Wright, Richter), Jonathan Best (Bass: Doktor, Chirurg 4, Genosse Serbsky, Gewerkschaftsführer), Della Jones (Mezzosopran: Ältere Schwester, Phoebus Apollo, Antichrist), Mary Carewe (Rock-Sänger: Katze), Robin Blaze (Rockband) sowie John Bowley, Deborah Miles-Johnson, Lesley Jane Rogers und Mark Rowlinson (elektronisches Vokalquartett). Product Code: Collins 7034-2 (2 CD).[7]